# Meiothecium intextum
Meiothecium intextum är en bladmossart som beskrevs av Mitten 1868. Meiothecium intextum ingår i släktet Meiothecium och familjen Sematophyllaceae. Inga underarter finns listade i Catalogue of Life.